# Trådrostmossa
Trådrostmossa (Marsupella boeckii) är en levermossart som först beskrevs av Coe Finch Austin och som fick sitt nu gällande namn av Baard Kaalaas.
Trådrostmossa ingår i släktet rostmossor och familjen Gymnomitriaceae. Arten är reproducerande i Sverige.